# Enfärgad tangara
Enfärgad tangara (Haplospiza unicolor) är en fågel i familjen tangaror inom ordningen tättingar.

## Utseende och läte
Enfärgad tangara är en slank finkliknande fågel med skilda dräkter mellan könen. Hanen är enhetligt mörkgrå, med mörkare fjädercentra. Honan är olivbrun med streckat bröst och ljusare buk. Sången är sträv och ljus.

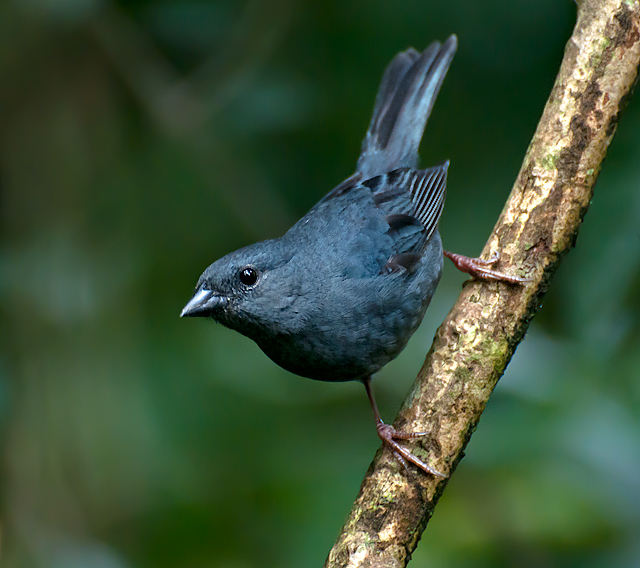
Hane fotograferad i Brasilien.

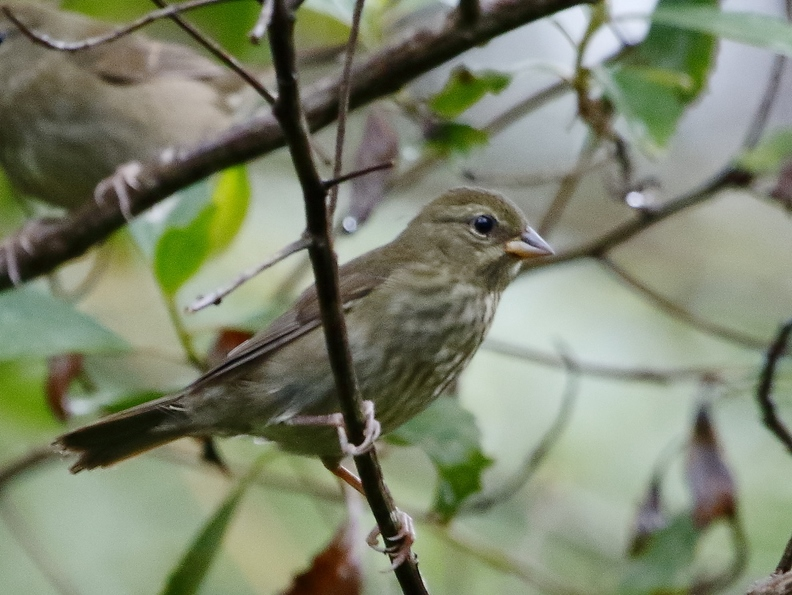
Hona.

## Utbredning och systematik
Fågeln förekommer i östra Paraguay, sydöstra Brasilien och nordöstra Argentina. Den behandlas som monotypisk, det vill säga att den inte delas in i några underarter.

### Släktskap
Enfärgad tangara delar traditionellt släktet Haplospiza med skuggtangaran, Resultat från DNA-studier pekar dock mot att de inte är varandras närmaste släktingar, där skuggtangaran är systerart till spetsnäbbad tangara (Acanthidops bairdi) och enfärgad fink tillsammans. Skuggtangaran lyfts därför allt oftare ut i ett eget släkte, Spodiornis, alternativt behålls i Haplospiza, men att spetsnäbbad tangara förs dit i stället.

### Familjetillhörighet
Liksom andra finkliknande tangaror placerades denna art tidigare i familjen Emberizidae. Genetiska studier visar dock att den är en del av tangarorna.

## Levnadssätt
Enfärgad tangara hittas i skogsbryn. Den trivs framför allt intill bambu, vars frön den lever av.

## Status och hot
Arten har ett stort utbredningsområde, men tros minska i antal, dock inte tillräckligt kraftigt för att den ska betraktas som hotad. Internationella naturvårdsunionen IUCN listar arten som livskraftig (LC).